# Music S.T.A.R.T!!
《Music S.T.A.R.T!!》是μ's的单曲第6作，于2013年11月27日由Lantis发行。

## 概要
单曲第5作《Wonderful Rush》推出一年后的首张编号单曲，也是目前为止最后一张编号单曲。单曲共分3个版本，分别为附DVD通常盘、附BD通常盘和附BD超豪华盘。初回生产期间随机封入（μ's和你的游乐园约会卡，全9种）中的一种。主唱根据第5回总选举投票结果由西木野真姬（聲：Pile）担任。角色的排列顺亦反映了第5回总选举的结果。CD收录乐曲及广播剧，DVD收录《Music S.T.A.R.T!!》PV，BD除了上述PV外，还收录了《Love Live!》动画的新作OVA。此外，在Animate、Gamers和Comic虎之穴购买的消费者还可获得相应店铺的限量版特典。
另外，《Love Live! 学院偶像天国》收录了《Music S.T.A.R.T!!》的Remix版《Music S.T.A.R.T!! (Ska-Feel Mix)》，该曲也被收录于《μ's Best Album Best Live! Collection Ⅱ》中。

## 收录曲目
收录内容中Vocal曲以粗体表示，标记▲符号的是广播剧。括号中中文翻译仅供参考，并非官方翻译。
- CD

1. Music S.T.A.R.T!! [4:57]
  - 作詞：畑亚贵，作曲、編曲：山口朗彦
  - 日本文化放送《RADIO animelo mix Love Live! 〜希繪里Radio Garden〜》节目片头曲（27回除外）

2. LOVELESS WORLD [5:18]
  - 作詞：畑亚贵，作曲：山田高弘、編曲：河田貴央

3. Music S.T.A.R.T!! (Off Vocal) [4:57]
4. LOVELESS WORLD (Off Vocal) [5:18]
5. ▲（走吧走吧♪ 向著雪國） [17:51]
6. ▲ [16:24]
7. ▲（危險!? In My Dream） [23:05]
  - 原案：公野櫻子，脚本：子安秀明，出演：μ's

- BD

1. 新作OVA
2. Music S.T.A.R.T!!

- DVD

1. Music S.T.A.R.T!!

## 音乐影片制作团队
- 企画：日昇動畫
- 原作：矢立肇
- 原案：公野櫻子
- 故事情節、分镜、演出、監督：京極尚彥
- LIve部分演出：臼井文明
- 角色設計、总作画監督：室田雄平
- 設計工作：西田亞沙子
- 作画监督：寺尾憲治、重国勇二、川島尚、鎌田祐輔
- 美術監督：前田有紀
- 佈景設計：高橋武之
- 色彩設計：
- CG製作人：松野美茂、杉村克之
- CG动画：Frameworks Entertainment
- 攝影監督：葛山剛士
- 編集：今井大介
- 音響監督：明田川仁
- 音樂製作：Lantis
- 音樂製作人：伊藤善之、木皿陽平
- 音乐：藤澤慶昌
- 製作人：平山理志、櫻井優香、高野希義（日语：高野希義）
- 舞蹈編排：
- 製作：Project Love Live!（日昇動畫、Lantis、KADOKAWA、ASCII Media Works）

## 专辑收录
| 曲名                            | 专辑                                       | 发售日        | 专辑类型 |
| ------------------------------- | ------------------------------------------ | ------------- | -------- |
| Music S.T.A.R.T!!               | 《μ's Best Album Best Live! Collection Ⅱ》 | 2015年5月27日 | 精选辑   |
| LOVELESS WORLD                  | 《μ's Best Album Best Live! Collection Ⅱ》 | 2015年5月27日 | 精选辑   |
| Music S.T.A.R.T!!(Ska-Feel Mix) | 《μ's Best Album Best Live! Collection Ⅱ》 | 2015年5月27日 | 精选辑   |